# 円長寺駅
円長寺駅（えんちょうじえき）は、かつて兵庫県加古川市野口町にあった別府鉄道野口線の駅（廃駅）である。別府鉄道廃線に伴い1984年（昭和59年）2月1日に廃止された。駅設置にあたり、地元住民が土地を提供した請願駅であった。

## 歴史
- 1932年（昭和7年）：野口線の駅として開業。
- 1945年（昭和20年）1月10日：野口線が営業休止。
- 1947年（昭和22年）5月22日：野口線が営業再開。
- 1984年（昭和59年）2月1日：廃止。

## 駅構造
島式ホーム1面1線を有していた地上駅。

## 駅周辺
- 円長寺

## 廃止後の現状
線路跡は、加古川市の遊歩道『松風こみち』として整備されている。駅跡から野口方向に少し行った南西側は広場となっており、廃線時に走行していたキハ2が静態保存されている。廃止時の円長寺駅の時刻表が柵に掛けられている。
荒廃していたキハ2は有志により整備され往年の姿を取り戻しつつある。

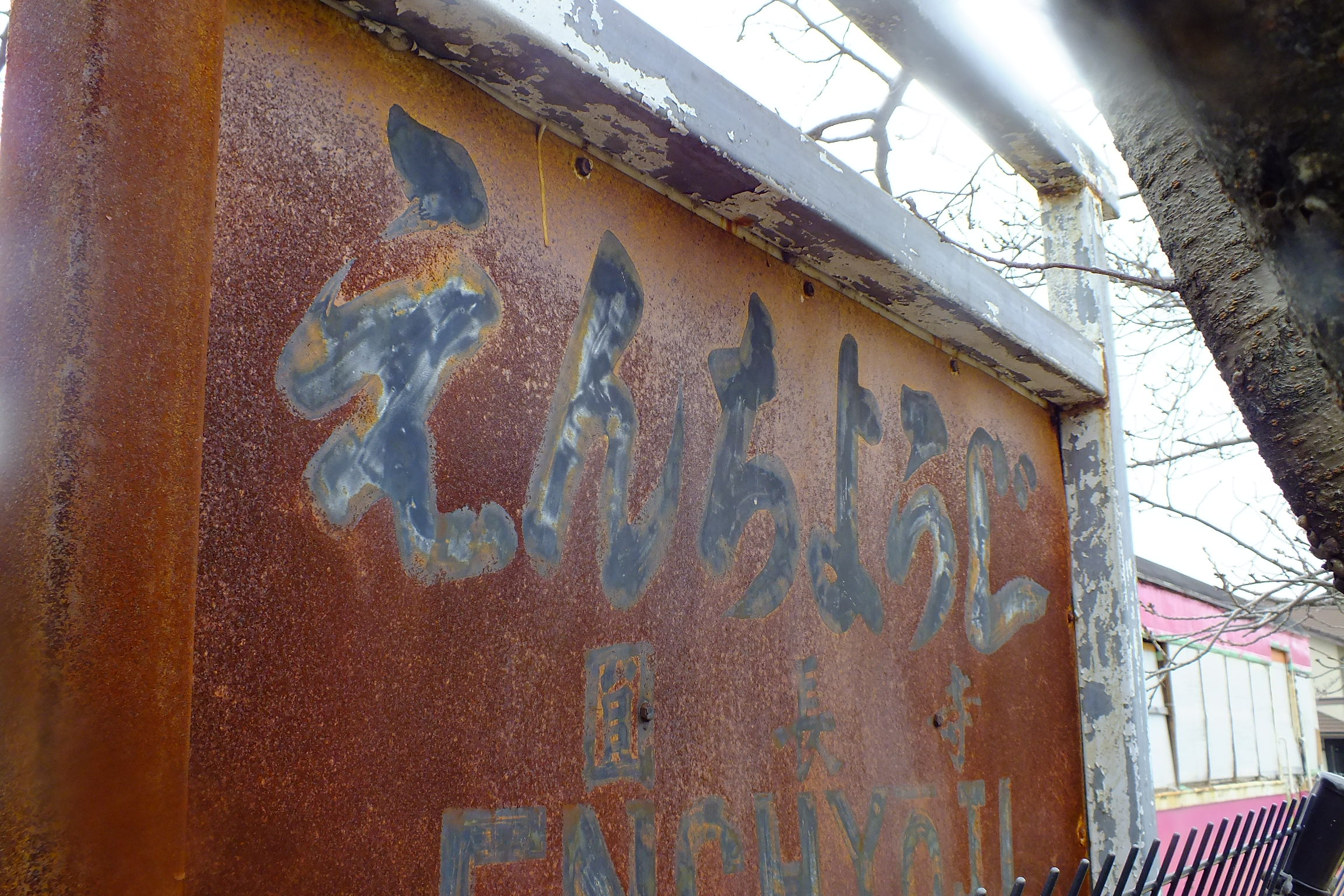
今も残る駅名標
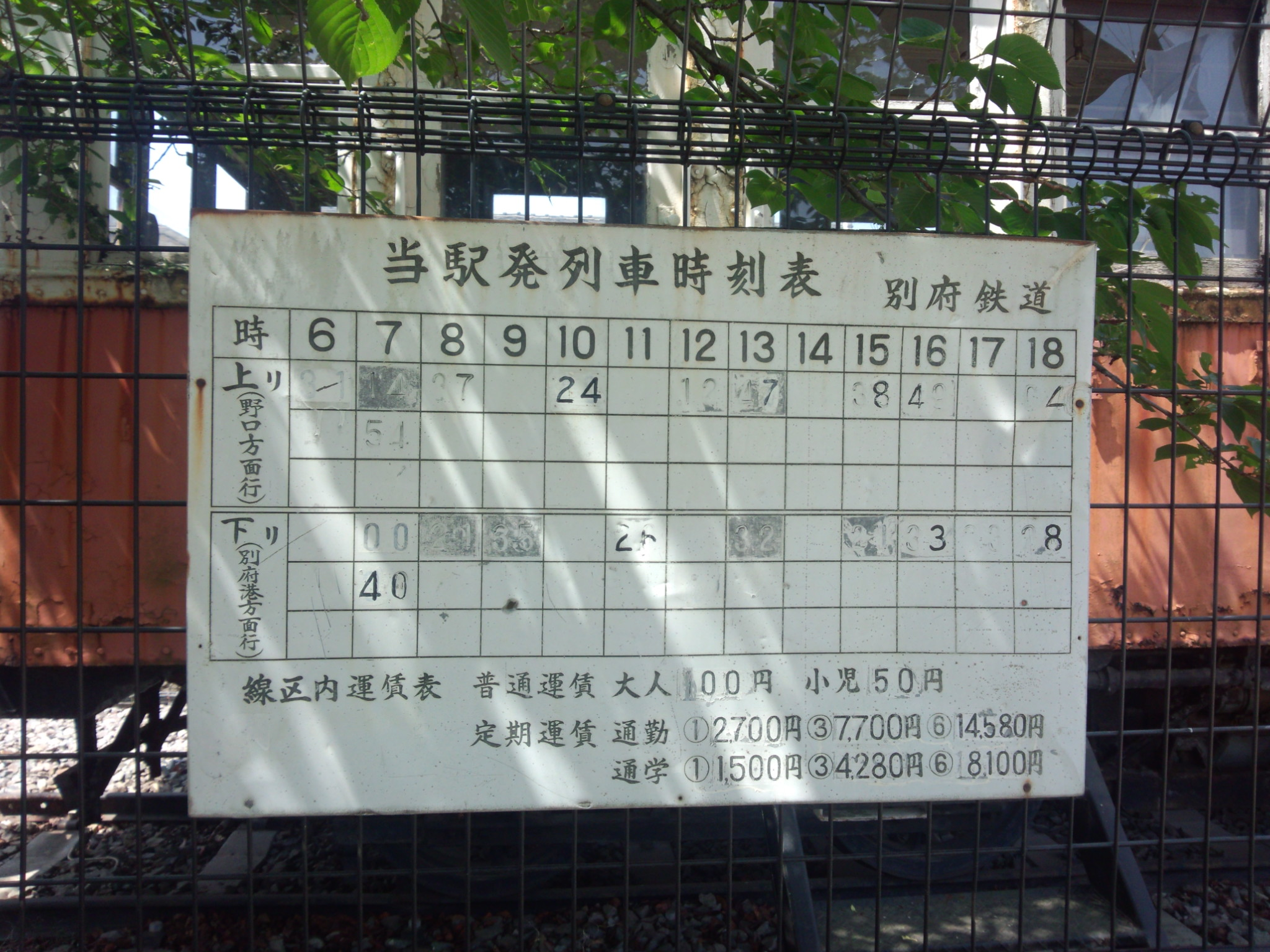
廃止直前の円長寺駅の時刻表

## 隣の駅
別府鉄道
野口線
藤原製作所前駅 - 円長寺駅 - 坂井駅